# Putnam Lake
Putnam Lake est une census-designated place du comté de Putnam, dans l'État de New York, aux États-Unis,. En 2020, elle compte une population de 3 776 habitants.